# ناو کلاس بستون
کروزر کلاس بستون (به انگلیسی: Boston-class cruiser) یک کلاس از کشتی است که طول آن 673 ft 3 in (205.2 m) می‌باشد. این کشتی اولین نوع در کلاس خود بود که داری موشک‌های کروز هدایت شوند از راه دور بوده‌است. هر دو کشتی موجود از این کلاس پس از جنگ جهانی دوم از رده خود خارج شدند.